# Hoya trukensis
Hoya trukensis är en oleanderväxtart som beskrevs av Hosokawa. Hoya trukensis ingår i släktet Hoya och familjen oleanderväxter. Inga underarter finns listade i Catalogue of Life.